# NGC 5562
NGC 5562 ist eine 13,6 mag helle spiralförmige Radiogalaxie vom Hubble-Typ S? im Sternbild Bärenhüter und etwa 341 Millionen Lichtjahre von der Milchstraße entfernt.
Sie wurde am 28. Juni 1883 von Wilhelm Tempel entdeckt, der dabei „Zwei Grad nördlich davon [NGC 5511] fand ich am 28. Juni einen neuen Nebel und habe ihn mehrfach beobachtet. Zur Zeit kann ich seine Position nur aus Argelander's Atlas [BD] entnehmen: 14h 13m Os +10d 39′. Er ist klein, III; 3′ südlich davon ein Stern 11m, und 3s danach ein lichtschwacher Stern“ notierte.